# Марков, Владимир Алексеевич
Владимир Алексеевич Марков (13 августа 1946 — 12 февраля 2017, Москва) — советский хоккеист, нападающий. Мастер спорта СССР.
Воспитанник московского «Динамо». В сезоне 1964/65 играл в первенстве РСФСР за «Мотор» Ярославль. Выступал в чемпионате СССР за «Крылья Советов» (1965—1969) и «Спартак» Москва (1969—1972). С сезона 1972/73 — в команде первой лиги «Динамо» Рига, с которой вышел в высшую лигу. С конца сезона 1975/76 стал играть во второй лиге за «Латвияс Берзс», был играющим тренером. В сезоне 1977/78 — в «Станкостроителе» Рязань, играл за «Химик» Воскресенск в Кубке СССР. После завершения карьеру в командах мастеров выступал за «Автосервис» Москва.
Играл за вторую и первую сборные СССР.
Скончался в феврале 2017 года. Похоронен на Ваганьковском кладбище.